# Automotrice FS ALg 56
Le automotrici ALg 56 sono state tre rotabili prototipo sperimentali costruiti dall'Ansaldo per le Ferrovie dello Stato italiane come variante alimentata a gas povero delle ALn 56.4001÷4003.
Dopo la fine delle ostilità due di esse vennero vendute alla Ferrovia Mantova-Peschiera (FMP) mentre una venne demolita dalle FS.

## Storia

### Premesse
Il periodo nel quale vide la luce il progetto era caratterizzato dalla necessità di trovare fonti energetiche alternative per la trazione dei rotabili  anche a causa delle sanzioni economiche che erano state applicate all'Italia fascista dalla Società delle Nazioni per l'invasione dell'Etiopia. La soluzione più economica era individuabile nel cosiddetto gas povero, cioè il monossido di carbonio ottenuto per combustione incompleta di carbone di legna. Il progetto delle automotrici aveva il pregio di essere innovativo in quanto a posizione del motore, ancora sul carrello ma sotto la cassa, alla migliore abitabilità e al comfort generale; con esso l'Ansaldo sperava anche di guadagnare un certo numero di commesse che al tempo erano nella maggior parte ordinate alla Fiat ma il calcolo venne frustrato dallo scoppio della seconda guerra mondiale.

### Costruzione e consegna
La costruzione si svolse con lentezza e con ritardo sul previsto a causa dell'entrata in guerra dell'Italia e del conseguente orientamento della produzione industriale del paese verso la produzione bellica.
Le tre automotrici, ordinate il 27 agosto del 1936 furono consegnate alle FS, che le assegnarono al deposito locomotive di Firenze, con più di 4 anni di ritardo rispetto ai termini previsti dal contratto perché l'Ansaldo da mesi privilegiava la produzione bellica.
L'unità 401 entrò in servizio il 10 febbraio 1940, la 402 il 14 maggio successivo e la 403 il 22 aprile 1941.
La prima corsa ufficiale avvenne il 19 ottobre del 1940 tra Firenze e Grosseto e vennero raggiunti i 120 km/h; nella descrizione che ne fece nella sua edizione del 22 ottobre del 1940 il quotidiano fiorentino La Nazione venne loro attribuito l'epiteto di Littorine delle tre province e vennero definite una conquista nel campo autarchico.
Il 16 giugno del 1942 le tre automotrici vennero trasferite a Mantova.

### Radiazione e vendita
Il 12 agosto 1946, dopo la cessazione delle ostilità, la 403 fortemente danneggiata venne demolita nell'officina FS di Vicenza . Qualche anno dopo, nel 1948, le due automotrici 401 e 402, in cattivo stato, vennero acquistate assieme alle tre automotrici Diesel Ansaldo dello stesso tipo, dalla Ferrovia Mantova Peschiera (FMP) (l'unità 4003 il 2 luglio 1948, la 4002 il 9 aprile 1949 e la 4001 il 27 giugno 1952). La FMP le ricostruì utilizzandone le parti e motori Diesel di recupero inserendole poi nel proprio parco immatricolate come FMP ALn 68-401, ALn 64-402.  
.
Prestarono servizio fino alla chiusura della FMP, nel 1967. Poi, dopo alcuni anni di abbandono all'aperto sulla piazza di Curtatone, furono vendute alla Società Veneta, che le utilizzò quali rimorchiate.

## Caratteristiche

### Progetto
Il progetto delle automotrici, poi immatricolate dalle FS come ALg 56, fu sviluppato direttamente dall'Ansaldo come variante del progetto delle proprie ALn 56.
A seguito del D.M. del 27 agosto 1936 che le autorizzava, le automotrici furono ordinate, dalle Ferrovie dello Stato all'Ansaldo. Vennero utilizzati i piani costruttivi di cassa e carrelli e l'impostazione interna dei comparti e delle cabine di guida. Le modifiche più importanti furono quelle apportate al motore che era sempre un 8 cilindri a "V" ma la cui cilindrata venne aumentata a 21.551 cm³ adottando cilindri di maggior diametro allo scopo di compensare la perdita di potenza dovuta al più basso potere calorifico del gas di gasogeno rispetto al gasolio. L'altra modifica, più appariscente, fu quella dell'installazione di una coppia di gasogeni nel vano previsto come bagagliaio che si trovava in posizione paracentrale nella versione Diesel (ALn 56.4000).

### Il gassogeno
La generazione del gas, cosiddetto povero, cioè il monossido di carbonio, avviene a causa di una combustione imperfetta per carente quantità di aria. Sfruttando tale caratteristica le Officine Elettro-Ferroviarie Tallero (OEFT) di Milano realizzarono i gassogeni ad uso trazione, da installare a coppie, sulle automotrici dell'Ansaldo. Data la pericolosità estrema del gas, inodore e incolore, questi vennero montati dall'esterno nel vano ex-bagagliaio, perfettamente sigillato verso l'interno del rotabile e accessibile soltanto dall'esterno. Ciò allo scopo di evitare qualunque infiltrazione di gas nel vano viaggiatori con possibile nefaste conseguenze. I dispositivi erano in pratica dei forni speciali in grado di trattare circa 300 kg ciascuno di carbone di legna introdotto dall'alto mediante una bocca di carico accessibile da una scaletta esterna posta sulla fiancata di ogni rotabile. Un vano sottostante fungeva da serbatoio per altri 600 kg di legna di scorta.
Vi erano inoltre una vasca di acqua a livello costante, un elettroventilatore, un miscelatore, un depuratore per l'abbattimento delle ceneri presenti nel gas prodotto e un espulsore in basso delle scorie residue della combustione.

### Immatricolazione
Le FS immatricolarono i rotabili come ALg 56 (automotrice leggera a gas da 56 posti) seguita dalla cifra "4" prima del numero progressivo per designarne l'azienda costruttrice Ansaldo pertanto le tre unità assunsero la numerazione progressiva 401, 402 e 403.

## Esercizio

### Servizi
Dopo i collaudi sulla linea Tirrenica e alcune prove di velocità tra Milano e Genova furono assegnate al deposito locomotive di Firenze. La prima corsa ufficiale avvenne il 19 ottobre del 1940 tra Firenze e Grosseto e vennero raggiunti i 120 km/h.
Il loro servizio si svolse essenzialmente tra Firenze e Grosseto via Siena, da cui l'epiteto di Littorine delle tre province.
A partire dal 16 giugno del 1942 le tre automotrici, trasferite a Mantova svolsero servizio sulla linea per Rovigo, su quella per Padova via Grisignano di Zocco e su Monselice in turno assieme alle automotrici alimentate a metano presenti nel deposito.
Per un certo periodo le tre macchine furono tra le poche automotrici in circolazione in quanto il contingentamento dei combustibili liquidi aveva portato all'accantonamento della maggioranza dei rotabili FS provvisti di motori a combustione interna. L'esercizio fu soddisfacente per l'occasione nonostante i numerosi inconvenienti pratici determinati dall'uso del carbone di legna.

### Depositi
Le tre automotrici furono assegnate inizialmente al deposito locomotive di Firenze in quanto rotabili sperimentali sotto osservazione da parte dei responsabili tecnici del Servizio Materiale e Trazione delle FS. Il 16 giugno 1942 furono trasferiti al deposito di Mantova ove erano presenti alcune altre automotrici trasformate a gas metano. Nel 1945 subirono danneggiamenti per atti di guerra o vennero depredate al punto che una, la 403 dovette essere avviata alla demolizione. Le restanti due vennero cedute alla ferrovia Mantova-Peschiera.

## Nuova vita con la FMP
Al termine della guerra le due automotrici 401 e 402 riparabili dopo un breve accantonamento vennero vendute alla Ferrovia Mantova-Peschiera; quest'ultima acquisite anche le tre ALn 52.4001, 4002 e 4003 le trasformò previa eliminazione delle apparecchiature di produzione e utilizzazione del gas in rotabili a trazione Diesel. I motori vennero ricuperati tra i residuati bellici alleati; si trattava di motori Diesel General Motors provenienti da carri armati in disarmo. Le automotrici trasformate divennero quindi rispettivamente ALn 68.401 e ALn 64.402. Ad esse si aggiunse una terza automotrice proveniente dalla trasformazione della FS Ansaldo ALn 56.4001 che venne denominata ALn 72.403. Le tre macchine ricostruite fecero servizio fino al 1967. La chiusura della linea FMP ne produsse la rivendita, come rimorchiate prive del motore, alla Società Veneta.

### Fonti a stampa
- Antonio Costantini, Automotrici ferroviarie con motore a combustione interna, 2ª ed., Roma, Collegio Ingegneri Ferroviari Italiani, 1959, ISBN non esistente.

### Storiografia e complementi
- Nico Molino, Sergio Pautasso, Le automotrici della prima generazione, Torino, Edizioni Elledi, 1983, ISBN 88-7649-016-7.
- Marcello Cruciani, Ansaldo e le sue automotrici. Prima parte: la versione a nafta, in I treni oggi, vol. 7, n. 58, 1986,  pp. 15-19.
- Marcello Cruciani, Ansaldo e le sue automotrici. Seconda parte: le automotrici a gassogeno, in I treni oggi, vol. 7, n. 59, 1986,  pp. 14-19.
- Tutto treno tema: Ansaldo